# Коначност
Коначност је ограниченост према простору, трајању, броју, итд. Коначно јесте оно што у простору, у времену, према броју, као сила или кретање има крај, границу, што је измерљиво или пребројиво. супротан појам је бесконачно. 
У теорији сазнања и природној филозофији искрсава проблем да ли је свет према простирању, времену, материји коначан или бесконачан. У геометрији и физици коначност означава својство неке величине која за целокупну област величине поседује објашњено мерно одређење ако ни на једном месту њеног дефинисаног подручја не расте безгранично. 